# Jacob van Tienen

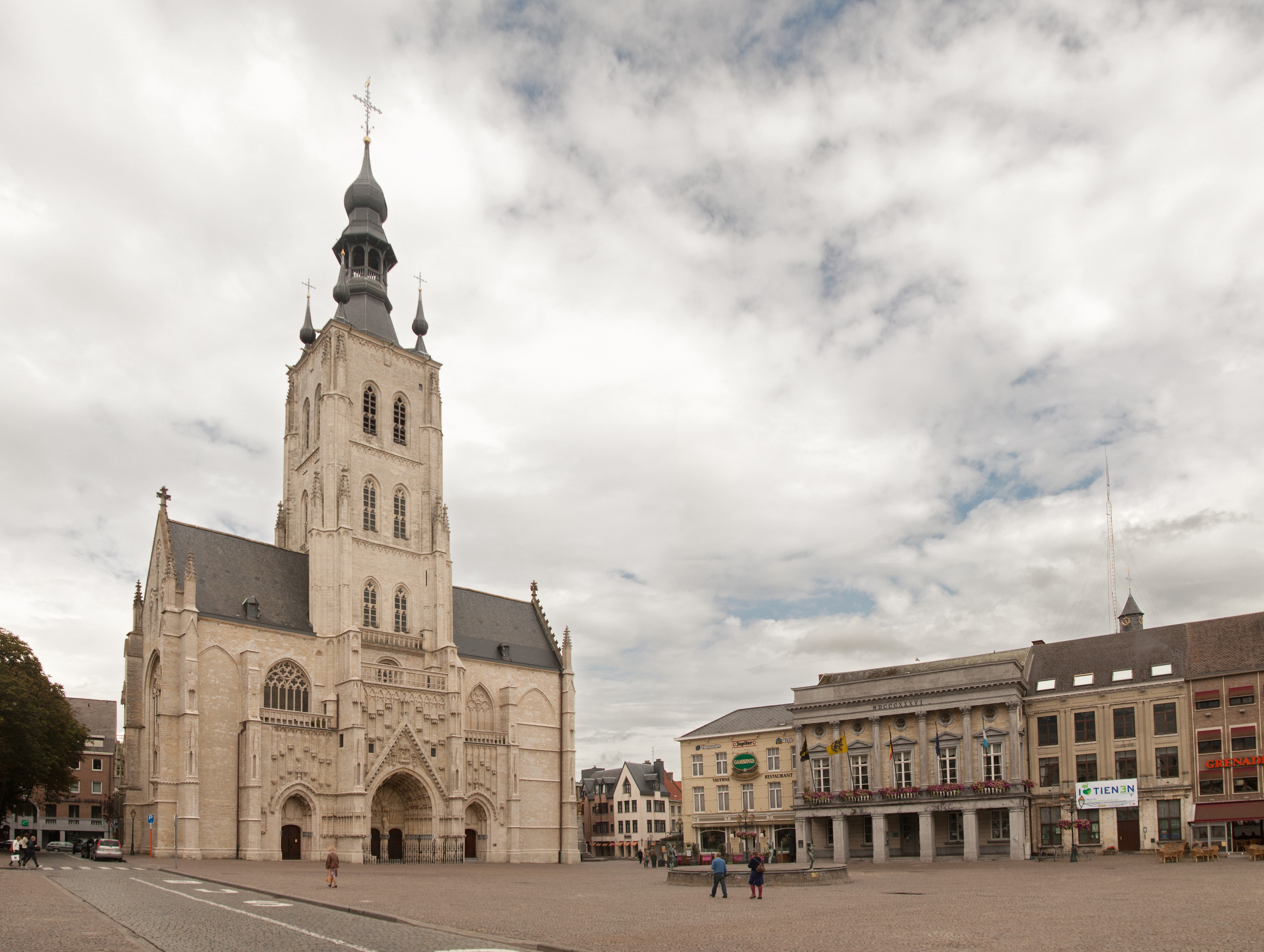
De Onze-Lieve-Vrouw-ten-Poelkerk in Tienen.

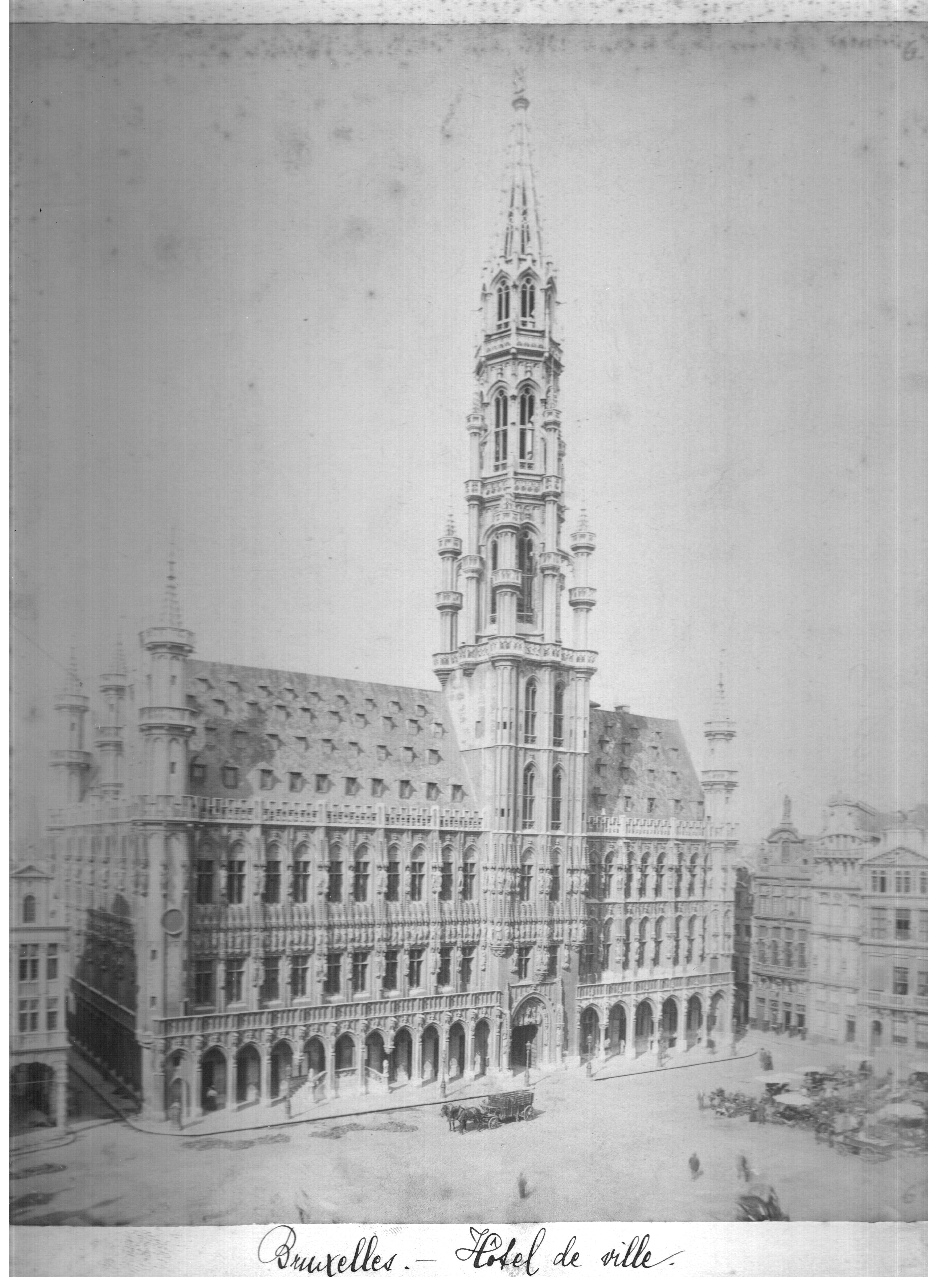
Het stadhuis van Brussel rond 1880.

Jacob van Tienen (fl. 1372-1410) was een groot Brabants steenhouwer-bouwmeester. In andere documenten is hij vermeld als Jacob van Gobertingen, wat zijn oorspronkelijke naam was (in Tienen kende men het gehucht Gobertingen, maar in de andere steden waar hij actief was niet). Hij werkte soms samen met zijn broer Hendrik van Gobertingen, die eveneens architect was.
De broers leverden witte kalkzandsteen uit de lokale groeven. Ze leerden het architectenvak in de bouwloods van Jean d'Oisy, een bouwmeester uit Henegouwen die aan de Tiense kerk werkte. Na eerst indruk te hebben gemaakt met het kappen van het fijne sculpteerwerk aan kraagstenen en portaalbaldakijnen, kreeg Jacob vanaf 1362 de leiding over de werf en nam hij nog een tiental jaar later over als bouwmeester. Weer enige jaren later werd hij gevraagd in Brussel en Antwerpen om delen te ontwerpen van wat later de kathedralen zouden worden in deze steden. In Brussel was hij volgens sommigen al vanaf 1375 actief, maar zekerheid is er pas vanaf 1388 met zijn inschrijving bij de meesters van de Brusselse steenbickeleren. Zijn afwezigheid leidde uiteindelijk tot ontevredenheid in Tienen, waar de kerkmeesters boden stuurden om hem te ontbieden. Klaarblijkelijk was dit de reden waarom hij in 1396 ontslag nam m.b.t. Ten Poel.
In Sint Goedele nam Jacob van Tienen een lopende werf over, maar het stadhuis van Brussel heeft hij quasizeker van de grond af ontworpen. Hij is als eerste vermeld in de bewaarde stadsrekening van 1405, belast met het maken van gedetailleerde plannen en van berderen (houten profielen van elk gebouwonderdeel ten behoeve van de werklieden). Van 1401 tot 1405 werden de zijgevel, linkervleugel en torenromp opgetrokken en na zijn overlijden werkte men nog tot 1421 voort aan de toren. Toen beschouwde men het stadhuis als voltooid (dus zonder de huidige spits en rechtervleugel). Van Tienen had een origineel decoratieschema ingevoerd door beeldnissen op de muurdammen tussen de vensters te combineren met een rij aaneengesloten beeldnissen op een band tussen de verdiepingen.
In 1405-1406 stond Jacob terug op de betaalrol in Tienen om Ten Poel af te werken, maar hij was nog steeds afwezig. Hij kwam uiteindelijk ter plaatse in 1410 om de plannen voor het voltooien van de toren te maken. Kort nadien moet hij gestorven zijn.

## Werk (selectie)
Als bouwmeester heeft Jacob van Tienen het volgende op zijn actief:
- de Onze-Lieve-Vrouw-ten-Poelkerk in Tienen (o.a. de toren en het St.-Annakoor, 1383-1410)
- de Sint-Michiel-en-Sint-Goedele in Brussel (zuidbeuk, 1375-1383?; centraal schip, vanaf 1388)
- de Onze-Lieve-Vrouwekathedraal in Antwerpen (werken aan het koor, 1396-1403)
- het stadhuis van Brussel (linkervleugel en torenromp, 1402-1406)
- vermoedelijk de Sint-Martinusbasiliek in Halle (begin 15de eeuw)

## Voetnoten
1. ↑  Bv. voor zijn werken aan Sint Goedele in Brussel is hij vermeld als meester Jacob van Sinter Goedelen dye men heet van Thyenen
2. ↑  Onder de vele figuren meent men het traditionele zelfportret te kunnen ontwaren: zie Hans Ausloos, "'Jacques de Gobertange' of 'Bileam de Ammoniet'? Kanttekening bij een kraagsteen op de westgevel van de Tiense Onze-Lieve-Vrouw ten Poelkerk", in: Jaarboek van de heemkundige kring van Groot-Glabbeek, 1998, nr. 5, blz. 67-76
3. ↑  Item dominica ante Marie Magdalene [16 juli 1396] Henrico Borchart misso in Bruxellam et in Antwerpiam ad habendum magistrum Jacobum Thenis in capella...; Item sabbato ante Petri Henrico Borchartmisso secundario in Antwerpiam post magistrum Jacobum ad sciendum utrum vellet venire vel non, et tune resignavit nobis officium Feria quarta post Petri
4. ↑  Ierst meester Jacop van Thienen, van dachueren ghegeven binnen des maent, 47 s. 10 dg. vleems
5. ↑  Alphonsine Maesschalck en Jos Viaene, Het stadhuis van Brussel, Kessel-Lo, 1960 (= Mensen en bouwkunst in Boergondisch Brabant, 1)
6. ↑  Pierre Vincent Bets, Histoire de la ville et des institutions de Tirlemont, Fontegor, 1860, blz. 107. Gearchiveerd op 12 augustus 2023.

- Biografisch Portaal: 16193460
- RKD-Nederlands Instituut voor Kunstgeschiedenis: 437912
- Union List of Artist Names: 500034002
- Virtual International Authority File: 95890892